# Holidoteidae
Holidoteidae (лат.) — семейство равноногих ракообразных из подотряда створчатоногие (Valvifera). Известно около 15 видов.

## Описание
Мелкие шиповатые раки вытянутой формы. Тело прямое, более или менее уплощённое или полуцилиндрическое, или изогнутое между переонитами 4 и 5. Голова и переонит 1 слиты. Переонит 4 сходной длины с переонитом 3. Все плеониты слиты в плеотельсон, или плеонит 1 сочленяется со слитым плеотельсоном. Тело гладкое или слабо скульптурированное, или разнообразно шиповатое или шершавое; плеотельсон без дорсолатеральных гребней, заканчивающихся медиодорсальным задним шипом. Дорсальные коксальные пластинки 2—7 утрачены, основания переиоподов обнажены или с расширенными краевыми тергитами (только у самок). Ротовые органы и переопод 1 видны сбоку (могут быть скрыты расширенными тергитами). Глаза хорошо развиты, либо редуцированы или утрачены (редко).

## Классификация и распространение
4 рода и около 15 видов. Виды Neoarcturus по форме напоминают Antarcturidae, но два других рода довольно сплюснуты и похожи на блюдца. Neoarcturus — это род шельфа и склона, в то время как другие роды обитают только на глубине шельфа. Семейство обитает только в южной Африке.
- Austroarcturus Kensley, 1975
- Holidotea Barnard, 1920
- Neoarcturus Barnard, 1914
- Pleuroprion zur Strassen, 1903 (ранее в Antarcturidae[1])[3]